# 东复线轮渡

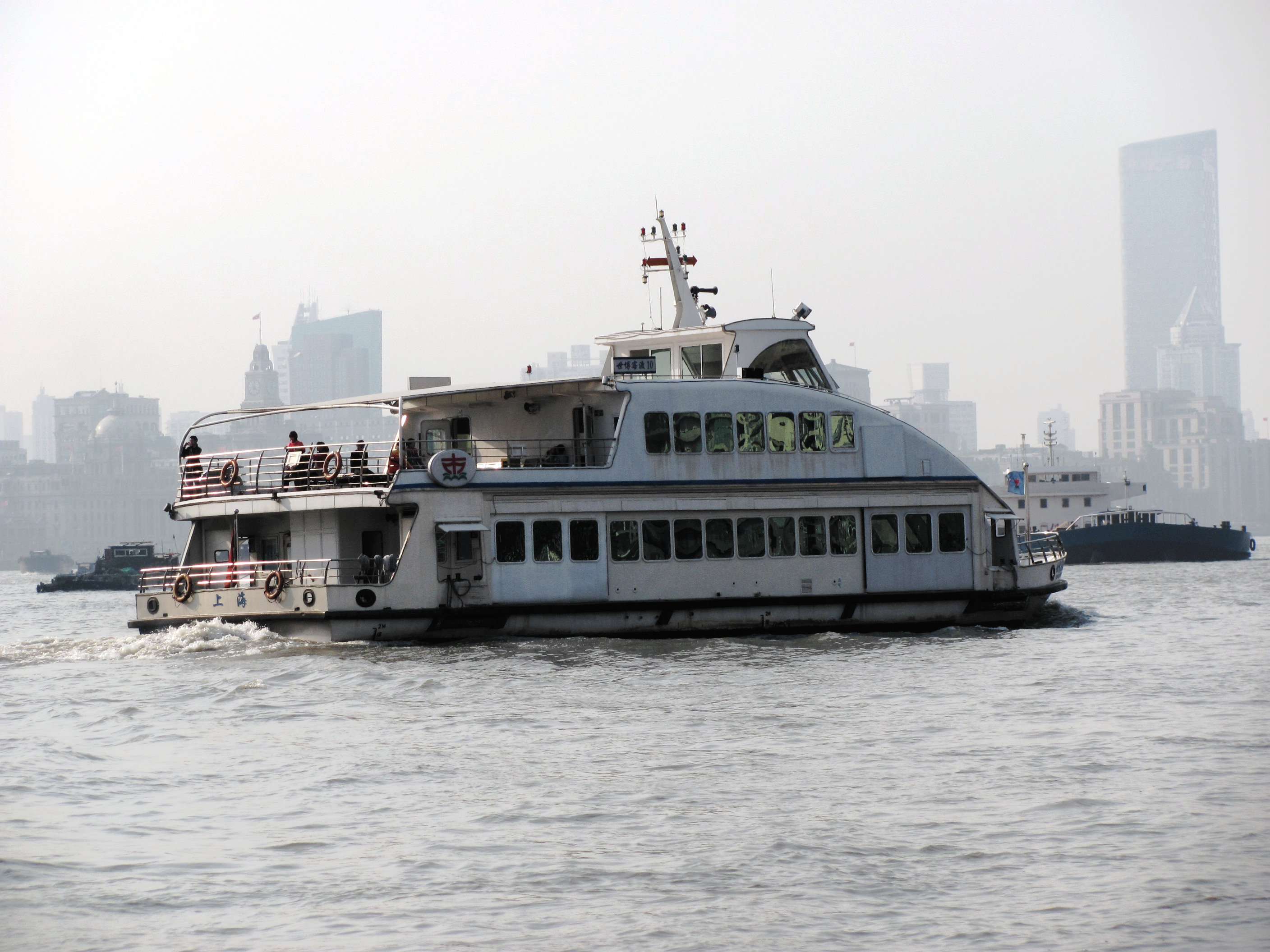
东复线渡轮（2012年）

东复线轮渡，原称东东线轮渡。为中国上海市黄浦江上的一条对江轮渡航线，航线西起黄浦区复兴东路1号复兴东路轮渡站，东至浦东新区东昌路1号东昌路轮渡站。

东复线轮渡原为民渡，后转为官办。至民国22年（1933年）2月23日，航线定名为东东线轮渡（浦西东门路——浦东东昌路）。1981年，上海市轮渡公司对东门路轮渡站进行扩建。其中，新建的候船大厅楼上6层作为市轮渡公司办公楼。1986年9月30日起，东东线轮渡扩充为双线运营。2008年2月25日，为配合世博建设与十六铺水上旅游集散中心改建工程，将东门路轮渡站候船室及市轮渡办公大楼拆除。2月25日起，航线临时启用东门路2号码头运营。2010年4月24日上午8时，浦西东门路轮渡站撤销，渡口南移至复兴东路轮渡站，航线更名为东复线轮渡。2010年12月5日，东复线轮渡投入空调渡轮运营。

## 历史

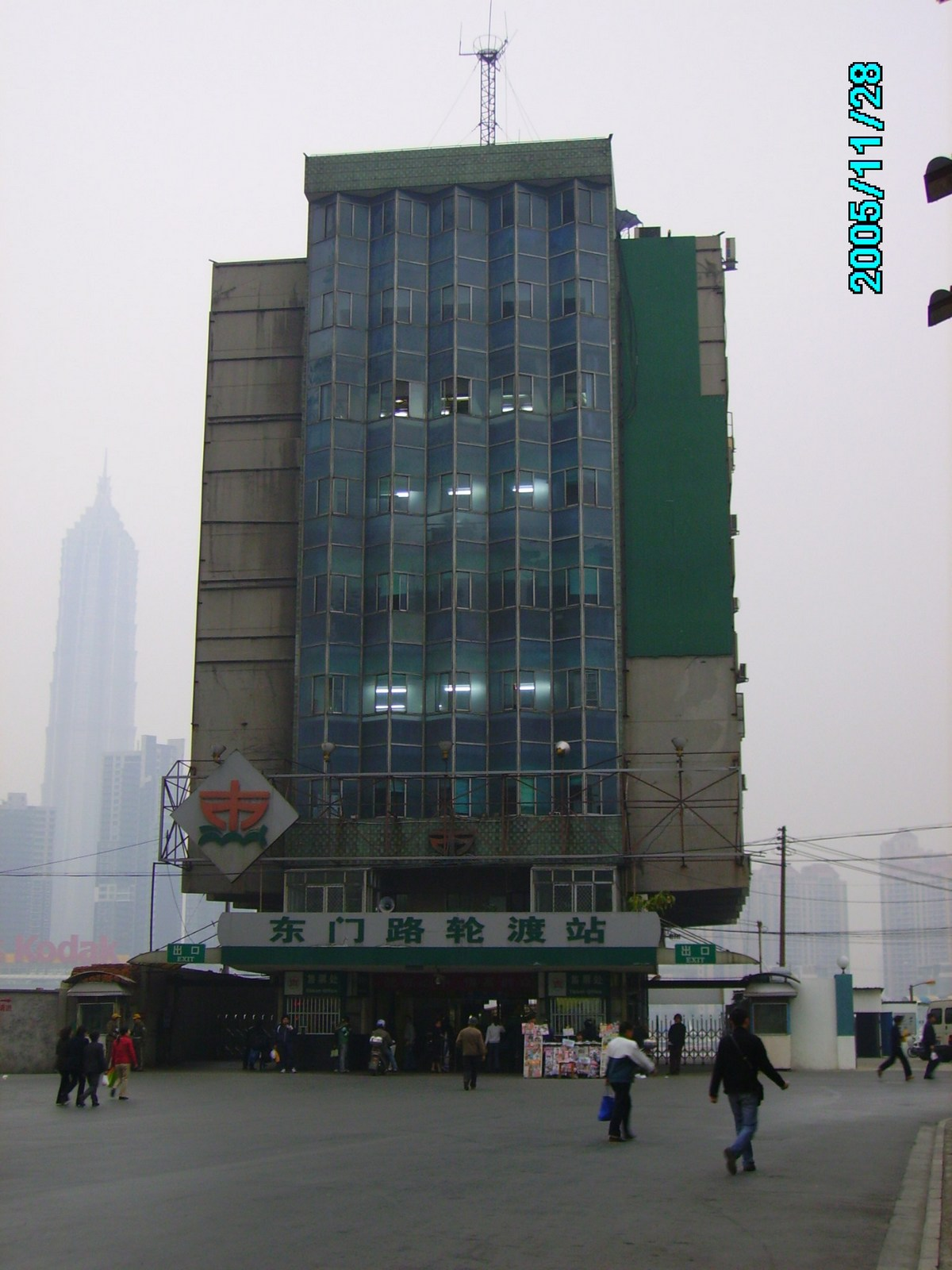
东门路轮渡站（2005年）

东复线轮渡原为民间私渡，由浦西招商局新江天码头至浦东鸿升公司码头，靠泊码头均为租借性质。因轮渡两岸均为闹市，过渡客甚多，两岸码头时常有轮船靠泊，民渡渡船与轮船同时靠泊一个码头上下客时既不便又危险。上海市轮渡管理处曾计划在该处开办轮渡航线以替代民渡，但因两岸岸线问题而搁置。

民国18年（1929年）4月，由上海市工务、土地、公用、港务、卫生局提请市政府批准，将浦西十六铺粪码头搬迁，并在原地建造市轮渡码头。民国19年（1930年），浦西东门路码头、渡轮均已建造完成，但浦东一侧东昌路码头仍未解决，航线只能临时停靠浦东陆家渡渡口。民国22年（1933年）2月23日，东昌路码头建成，渡轮改停东昌路码头，航线定名东东线（浦西东门路——浦东东昌路）。

民国26年（1937年）抗日战争爆发，上海南市一带沦陷后，浦西东门路码头被日军侵占，日军将市轮渡庆定线（今金定线轮渡）定海桥轮渡站浮码头拖至东门路码头用以盘查黄浦江往来船只，东东线轮渡浦西改停北京东路码头。在上海沦陷时期，东东线轮渡也是唯一一条正常运营的对江轮渡航线。在该时期原航线轮渡站设施也遭毁坏，东昌路码头遭炸弹击中发生倾斜，东门路浮码头则被日军拖至南市关桥。

抗日战争胜利后，民国34年（1945年），国民政府接收日伪上海市轮渡公司。同年12月1日，东东线轮渡恢复运营。恢复运营初期因东昌路码头水泥平台损坏需要修复，航线临时借浦东鸿升公司码头停靠。民国35年（1946年），东昌路码头修复，航线恢复原码头停靠。

1949年上海解放前夕，航线全线停航。同年5月26日，东东线航线复航，由市轮渡29号渡轮开出复航后的首班船。1953年9月，东东线航线投入新建的市轮渡27号、28号渡轮，新渡轮全长20.15米，总吨位74吨，定员342人。此后，东东线航线轮渡站又进行过几次小规模改建，但受场地限制，轮渡站始终无法扩建，已不能适应客流增长的需要。

20世纪80年代，上海十六铺客运总站进行扩建，客运总站扩建时，在其南侧预留空地，用作东门路轮渡站扩建用地。1981年，东门路轮渡站扩建工程正式动工，扩建工程总投资111.8万元人民币，新建候船大厅、轮渡站等设施。其中，新建的候船大厅楼上6层作为市轮渡公司办公楼使用。同时又新建3艘1000客位渡轮。扩建工程于1982年6月7日开工，于1983年8月30日建成。1983年9月20日新轮渡站正式启用。

80年代中期，随着浦东开发，浦西居民动迁至浦东等因素，导致东东线轮渡客流大幅增长，新建轮渡站也已不能适应客流需要。1986年，东东线轮渡扩充为双线运营。1986年9月30日下午4时起，轮渡正式双线运营。

2008年2月25日，为配合世博建设与十六铺水上旅游集散中心改建工程，将东门路轮渡站候船室及市轮渡办公大楼拆除。2月25日起，航线临时启用原轮渡站南侧的东门路2号码头运营。2010年4月24日上午8时起，浦西东门路轮渡站撤销，渡口南移至复兴东路轮渡站，航线更名为东复线轮渡。同时，运营时间由原先的通宵运营变更为6：00——19：00运营。2010年12月5日，东复线轮渡投入空调渡轮运营，因空调渡轮单身乘客票价是原普通渡轮的4倍，且禁止搭载助动车、摩托车，因此航线客流有所下降。

2012年10月初，因客流原因，东复线轮渡调整运能，由每天6：00——16：00、17：00——19：00时段15分钟一班；16：00——17：00时段12分钟一班调整为全天30分钟一班。运营时间也由双向6：00-19：00改为复兴东路轮渡站7：00——19：00；东昌路轮渡站7：15——18：45。

## 航线班次
- 复兴东路轮渡站：7：00——19：00

全天30分钟一班
- 东昌路轮渡站：7：15——18：45

全天30分钟一班

## 公交换乘

### 复兴东路轮渡站
| 豆市街复兴东路 | 豆市街复兴东路     | 豆市街复兴东路 | 豆市街复兴东路   | 豆市街复兴东路                                                      |
| 编号           | 路线               | 路线           | 路线             | 备注                                                                |
| -------------- | ------------------ | -------------- | ---------------- | ------------------------------------------------------------------- |
| 24             | 豆市街复兴东路     | ⇆              | 长寿新村         | 无轨电车，1938年9月15日由法商电车电灯公司和英商上海电车公司联营开辟 |
| 715            | 豆市街复兴东路     | ⇆              | 五星路枢纽站     | 经由西藏南路隧道过黄浦江                                            |
| 866高峰线      | 中山东二路新开河路 | ⇆              | 中华路王家码头路 |                                                                     |

| 中山南路复兴东路 | 中山南路复兴东路   | 中山南路复兴东路 | 中山南路复兴东路     | 中山南路复兴东路       |
| 编号             | 路线               | 路线             | 路线                 | 备注                   |
| ---------------- | ------------------ | ---------------- | -------------------- | ---------------------- |
| 55               | 南浦大桥           | ⇆                | 新江湾城(世界路)     | 早晚高峰期间设有大站车 |
| 65               | 南浦大桥           | ⇆                | 北区汽车站(中山北路) |                        |
| 305夜宵线        | 南浦大桥           | ⇆                | 上海火车站(北广场)   | 65路夜宵车             |
| 324夜宵线        | 上海火车站(南广场) | ⇆                | 南浦大桥             | 64路夜宵车             |
| 576              | 芦恒路枢纽站       | ⇆                | 曲阳路玉田路         | 经由南浦大桥过黄浦江   |
| 736              | 老西门             | ⇆                | 罗山新村             | 经由南浦大桥过黄浦江   |
| 866高峰线        | 中山东二路新开河路 | ⇆                | 中华路王家码头路     |                        |

| 白渡路中山南路 | 白渡路中山南路     | 白渡路中山南路 | 白渡路中山南路 | 白渡路中山南路 |
| 编号           | 路线               | 路线           | 路线           | 备注           |
| -------------- | ------------------ | -------------- | -------------- | -------------- |
| 930            | 上海火车站(南广场) | ⇆              | 白渡路中山南路 |                |

### 东昌路轮渡站
| 东昌路渡口      | 东昌路渡口   | 东昌路渡口 | 东昌路渡口   | 东昌路渡口  |
| 编号            | 路线         | 路线       | 路线         | 备注        |
| --------------- | ------------ | ---------- | ------------ | ----------- |
| 338夜宵线       | 芦恒路枢纽站 | ⇆          | 东昌路渡口   | 576路夜宵车 |
| 339夜宵线       | 东昌路渡口   | ⇆          | 金杨路枣庄路 | 783路夜宵车 |
| 陆家嘴金融城1路 | 东昌路渡口   | ↺          | 东昌路渡口   |             |
| 陆家嘴金融城2路 | 东昌路渡口   | ↺          | 东昌路渡口   |             |
| 浦东62路        | 东昌路渡口   | ⇆          | 金桥路地铁站 | 原993路西段 |
| 沪南线          | 东昌路渡口   | ⇆          | 惠南地铁站   |             |